# Daily NK
The Daily NK är en nättidning med fokus på händelser med anknytning till Nordkorea. Webbplatsen drivs av nordkoreanska avhoppare i Sydkorea och rapporterar dagligen om förhållandena i Nordkorea med hjälp av ett nätverk av informanter i landet.
Webbplatsen grundades i december 2004. Den publiceras på fyra språk; koreanska, kinesiska, japanska och engelska. De nordkoreanska källorna kommunicerar med utgivarna med hjälp av kinesiska mobiltelefoner som kan användas vid den kinesisk-koreanska gränsen i norr. Webbplatsen har också en rad korrespondenter, bland annat i Kina, som intervjuar nordkoreaner på flykt. Webbplatsen berättar också om hur nordkoreanska avhoppare har det i Sydkorea, och följer nordkoreanska massmedia.
Därför används webbplatsen ofta som källa av andra internationella media i artiklar rörande Nordkorea. Nordkoreanska myndigheter har kritiserat webbplatsen för att bedriva en anti-nordkoreansk kampanj. I takt med att webbplatsen har utvecklat sig har också nätet av källor blivit bättre, och innefattar nu flera högtstående myndighetspersoner i norr, enligt The New York Times.
En av bidragslämnarna var Hwang Jang-yop, den hittills mest framstående nordkoreanska avhopparen til Sydkorea, ansedd som nordkoreansk chefsideolog då han hoppade av.